# Bernard Carp
Bernard "Berend" Carp (Sragi, Sumatra, Índies Orientals Neerlandeses, 17 d'abril de 1901 - Aerdenhout, 22 de juliol de 1966) va ser un regatista neerlandès que va competir a començaments del segle xx.
El 1920 va prendre part en els Jocs Olímpics d'Anvers, on va guanyar la medalla d'or en la categoria de 6,5 metres (1919 rating) del programa de vela, a bord de l'Oranje. Compartia tripulació amb el seu germà Johan Carp i Petrus Wernink.
Carp va finançar diverses expedicions ornitològiques durant la dècada dels cinquanta al sud-oest d'Africa, en especial a Namíbia. Va publicar la història d'aquestes expedicions en el seu llibre I Choose Africa.